# Joachim Nemella

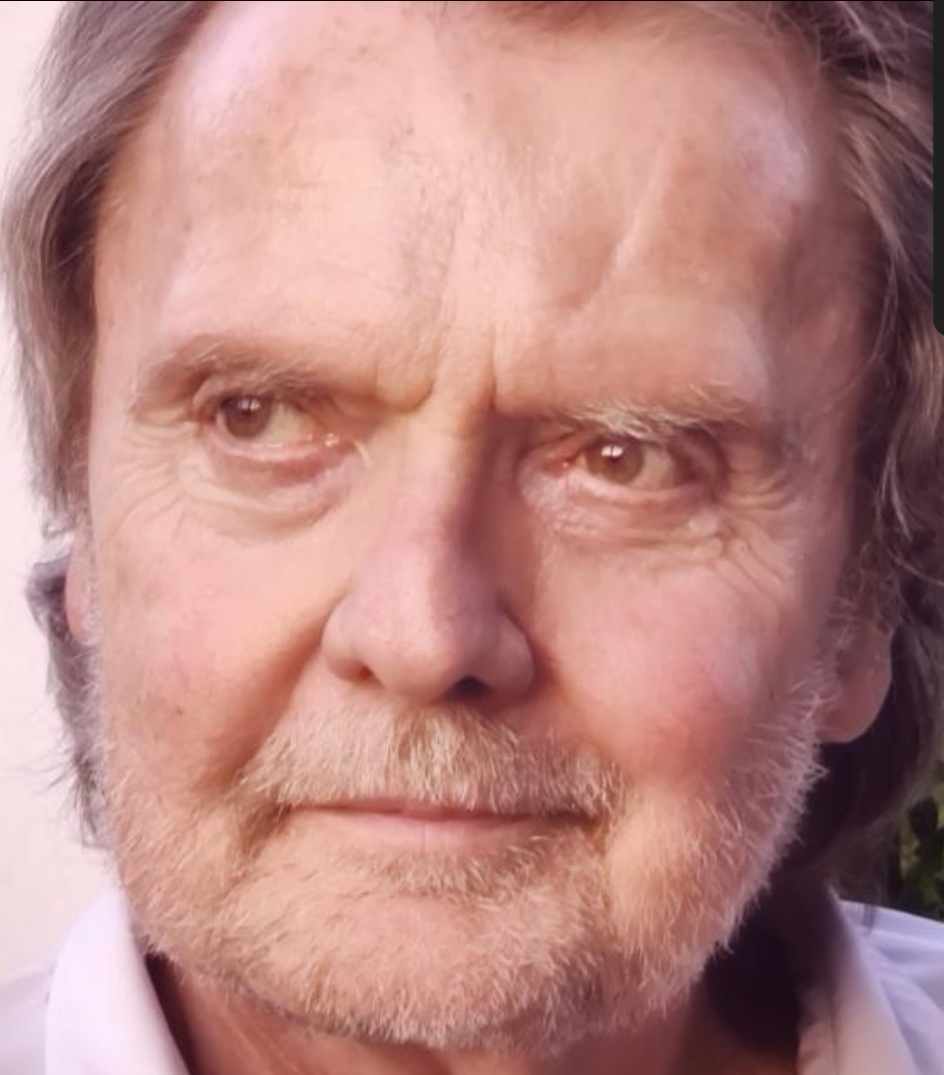
Joachim Nemella (2021)

Joachim Nemella (* 22. September 1952 in Linz; † 29. Oktober 2021 in Linz) war ein österreichischer Soziologe und Sozialforscher.

## Werdegang und Wirken
Joachim Nemella studierte (nach Matura am Ramsauergymnasium Linz 1971) von 1971 bis 1979 Soziologie an der Johannes Kepler Universität Linz (JKU, Diplom 1976, Promotion 1979 mit der Arbeit „Politisches Wissen und Bewusstsein von Studienanfängern“ (Betreuung: Kurt Holm), siehe Nemella 1980).
Ab 1975 war er am Institut für Soziologie der JKU (Abteilung für Empirische Sozialforschung) tätig; zuerst als Wissenschaftliche Hilfskraft (bis 1978), dann als Universitätsassistent (1979–1996) sowie anschließend bis zur Pensionierung als Assistenzprofessor (1997–2017).
Er forschte dort in verschiedenen Bereichen (s. u.) und lehrte das Fachgebiet „Empirische Sozialforschung“. Seine Urne wurde am Stadtfriedhof Linz/St. Martin beigesetzt.

## Arbeitsschwerpunkte
- Aspekte literarischer Utopie

Joachim Nemella hat sich immer wieder mit Fragen der Entstehung, Bedeutung und Wirkung von literarischen Utopien in der Gesellschaft beschäftigt und im Detail gezeigt, dass solche Utopien und Dystopien Entwürfe von als real antizipierten gesellschaftlichen Entwicklungen sind und auf die Gesellschaft zurückwirken (vgl. hier Nemella 1976, Nemella 1984, Nemella 1989. Nemella 1990, Nemella 1993).
- Lebens- und Berufssituation von Arbeitnehmern

Ein Schwerpunkt der empirischen Forschung Nemellas war die Erkundung der Lebens- und Berufssituation der Arbeitnehmerschaft in Österreich. Hier gibt es Forschungen zu „Jugend und Arbeitsmarkt“ (s. z. B. Nemella 1987c, Nemella 2011), zu den allgemeinen Lebens- und Arbeitsbedingungen von Angestellten (z. B.Nemella 2002) und von sog. Freien Dienstnehmern (Nemella 2003b) sowie zur speziellen Situation von Frauen am Arbeitsmarkt (Nemella 1988). Auch Fragen der Gesundheit (s. Nemella 1983a) und der Beruflichen Bildung (Nemella 1987a) im Kontext von Arbeitsbedingungen waren Thema.
- Politische Partizipation und Politisches Bewusstsein

Joachim Nemella forschte auch immer wieder im Bereich der Politischen Soziologie, wie zum politischen Bewusstsein verschiedener Bevölkerungsgruppen, zur Platzierung von Parteien im politischen Spektrum, oder zu Parteipräferenzen in Oberösterreich (vgl. hier Nemella 1980, Nemella 1983b, Nemella 2005). Auch Fragen der politischen Bedeutung von Arbeitnehmer-Interessenvertretungen wurden in diesem Kontext behandelt (vgl. Nemella 2001, Nemella 2003b).
- Fragen der Jugendforschung

Joachim Nemella beleuchtete auch in etlichen Forschungen Aspekte der Situation von Jugendlichen in der Gesellschaft; s. z. B. Nemella 1987c, Nemella 1995, Nemella 1996, Nemella 2011b.

## Publikationen (Auswahl)
Joachim Nemella veröffentlichte 17 Bücher und Forschungsberichte als Autor, Co-Autor, Herausgeber und Co-Herausgeber, und mehr als 60 Artikel und Buchbeiträge. Hier wird eine Auswahl von 20 der ca. 80 Publikationen präsentiert.

### Bücher
- Politisches Wissen und Bewusstsein von Studienanfängern, VWGÖ Verlag, Wien 1980, ISBN 3-85369-434-9.
- (mit Gerhard Arminger): Arbeitsbedingungen und Gesundheitszustand. Eine repräsentative empirische Untersuchung österreichischer Arbeitnehmer, Universitätsverlag Rudolf Trauner, Linz 1983, ISBN 3-85320-291-8.
- (mit Oskar Meggeneder): Jugend am Arbeitsmarkt – Chancen u. Barrieren: Ergebnisse einer repräsentativen Studie in Oberösterreich, Universitätsverlag Rudolf Trauner, Linz 1987, ISBN 3-85320-410-4.
- (Hg.): Die Akzeptanz der verlängerten Ladenöffnungszeiten. Ergebnisse eines Soziologischen Praktikums, Institut für Soziologie der JKU Linz, Linz 1998[2]
- (mit Wolfgang Stagel): Lebens- und Arbeitsbedingungen von Angestellten in Oberösterreich. ISW, Linz 2002, ISBN 3-901320-08-3.
- Die Flüchtlingskrise 2015/16: Dokumentation und Befragung freiwilliger FlüchtlingshelferInnen in Linz, Institut für Soziologie, Linz 2016 (Forschungsbericht)[3]

### Artikel und Buchbeiträge
- Die Platzierung der politischen Parteien Österreichs auf der Links-Rechts-Dimension, in: Österreichische Zeitschrift für Soziologie (ÖZS), ISSN 1011-0070, Heft 4 (1983), S. 110–122.
- Die literarische Utopie - Überlegungen zu ihrer Geschichte, Funktion und Eigenart, in: Österreichische Zeitschrift für Soziologie (ÖZS), ISSN 1011-0070, Heft 1–2 (1984), S. 74–84.
- (mit Walter Blumberger): Berufliche Bildung und exemplarisches Lernen. Ein Modellversuch in der beruflichen Bildung mit Bauarbeitern, in: Adolf Brock u. a. (Hg.): Lernen und Verändern. Zu soziologischer Phantasie und exemplarischem Lernen in der Arbeiterbildung, Marburg 1987, SP-Verlag Schüren, ISBN 3-924800-27-8, S. 447–477.
- Von Utopia nach Morgenwelt, in: Walter Blumberger und Heinz Hülsmann (Hg.): Zur technologischen Formierung der Gesellschaft, Teil 2: Menschen – Zwänge – Denkmaschinen, Profil Verlag, München 1989, ISBN 3-89019-216-5, S. 25–38.
- Alptraum Zukunft. Dystopische Szenarien in der Science Fiction, in: e. h. (erziehung heute), ISSN 1022-2294, Heft 1 (1990, Schwerpunktheft „Science Fiction“), S. 17–21.
- Höhlt steter Tropfen einen heißen Stein? Ländliche Dorfentwicklung in Kenia, in: Journal für Entwicklungspolitik ISSN 0258-2384, Heft 2 (1991), S. 25–32.
- Anti-Utopien in Zeiten wie diesen, in: Andreas Balog / Johann August Schülein (Hg.): Soziologie und Gesellschaftskritik. Beiträge zum Verhältnis von Normativität und sozialwissenschaftlicher Analyse, ÖZS Sonderband 2, Wien 1993, ISSN 1011-0070, S. 103–122.
- (mit Gerhard Gstöttner-Hofer und Fritz Hemedinger): InteressenvertreterInnen und Politik - eine unauflösliche Beziehung, in: WISO (Zeitschrift des ISW Linz), ISSN 1012-3059, Nr. 4 (2001), S. 71–94.
- (mit Wolfgang Stagel): Arbeitssituation freier Dienstnehmer/-innen in Oberösterreich, in: WISO (Zeitschrift des ISW Linz), ISSN 1012-3059, Nummer 4 (2003), S. 45–51.
- (mit Sarah Sebinger): Parteipräferenz und politische Partizipation, in: Wolfgang Schulz / Max Haller und Alfred Grausgruber (Hg.): Österreich zur Jahrhundertwende. Gesellschaftliche Werthaltungen und Lebensqualität 1986–2004, Verlag für Sozialwissenschaften (heute: Springer VS), Wiesbaden 2005, ISBN 3-531-14623-8, S. 433–460.
- (mit Johann Bacher): Economic and Occupational Insecurity of Young People in Austria and its Consequences, in: Hans-Peter Blossfeld, Dirk Hofäcker und Sonia Bertolini (Hg.): Youth on Globalised Labour Markets, Barbara Budrich editors, Leverkusen 2011, ISBN 978-3-86649-328-5, S. 189–213.